# Unitats Antiterroristes
Les Unitats Antiterroristes (kurd: Yekîneyên Antî Teror, YAT; àrab: وحدات مكافحة الأرهاب; català: UAT) són les forces especials de les Forces Democràtiques Sirianes, formades pels membres millor preparats i equipats de les Unitats de Protecció Popular i de les Unitats Femenines de Protecció (UFP). Les UAT van ser dirigides pel comandant kurd sirià Ali Boutan, fins a la seva mort. Les UAT són entrenades per les Forces especials dels EUA i la CIA

## Història
Formada com les forces especials de YPG a la darreria de l'any 2014, la unitat militar va ser organitzada per buscar i destruir les cèl·lules adormides de l'Estat Islàmic (Daeix) a Rojava, i per dur a terme operacions darrere de les línies enemigues. Inicialment, els membres de les UAT van ser triats pel YPG i YPJ com simplement els combatents més valents i devots dins d'aquestes unitats, però no com a veritables forces especials o d'elit. Això va canviar sota el lideratge d'Ali Boutan, que va reformar la unitat i va començar a formar als seus membres mitjançant cursos de formació que se suposa han d'emular a les Forces d'Operacions Especials dels Estats Units i als comandos britànics, proporcionant-los el millor equip que el YPG i el YPJ pot permetre's. A mesura que augmentava la cooperació entre les forces kurdes i els Estats Units, les UAT van ser entrenades per les Forces d'Operacions Especials dels Estats Units i la CIA, en complexos campaments militars especials a Rojava i a Jordània, mentre que alguns comandants de les UAT van ser enviats a Fort Bragg i Fort Campbell per a rebre una instrucció militar i una formació especialment intensa.
Des de la seva formació, la UAT ha dut a terme incursions contra els objectius del Daesh en la Muntanya Abdulaziz, ha detingut a cèl·lules adormides del Daesh, i va detenir els atacs terroristes del Daesh. En setembre de 2016, l'UAT va capturar a dos combatents de la Divisió Sultan Murad, que havien estat prèviament filmats torturant als combatents de la YPG a Jarabulus.
En novembre de 2016, Boutan va ser l'objectiu d'un artefacte explosiu improvisat (IED) a Qamishli, que va explotar quan passava el cotxe. Malgrat que un metge americà de les Forces d'operacions especials dels Estats Units va tractar de salvar la seva vida, va morir de les seves ferides poc després. Es creu que l'atac va ser dut a terme pels agents d'intel·ligència turcs. L'agència pro-governamental turca Anadolu va afirmar que Boutan havia estat responsable d'enviar als combatents del PKK a Turquia per realitzar "operacions terroristes".
En l'abril de 2017, l'UAT va ajudar a les forces especials nord-americanes a capturar parts de la presa de Tabqa, que aleshores estava sota el control de les forces del Daeix. Durant la batalla, els comandos de les UAT van ser equipats amb cascos de combat subministrats pels Estats Units, dispositius de visió nocturna, llanternes, i estaven armats amb carrabines M4 equipades amb punts de mira de làser, visors hologràfics i carregadors Stanag de l'OTAN.

## Galeria

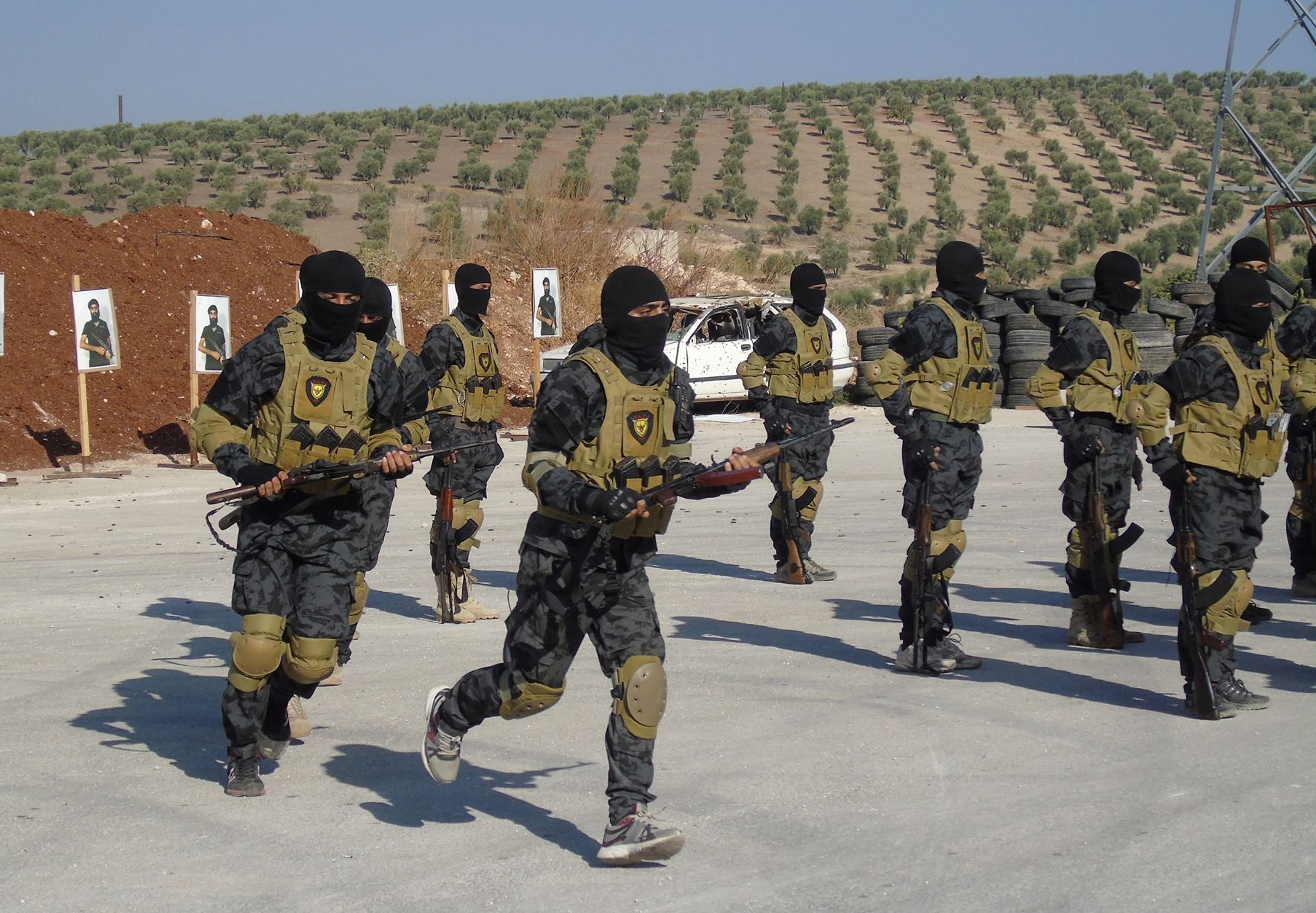
Unitats antiterroristes entrenant.
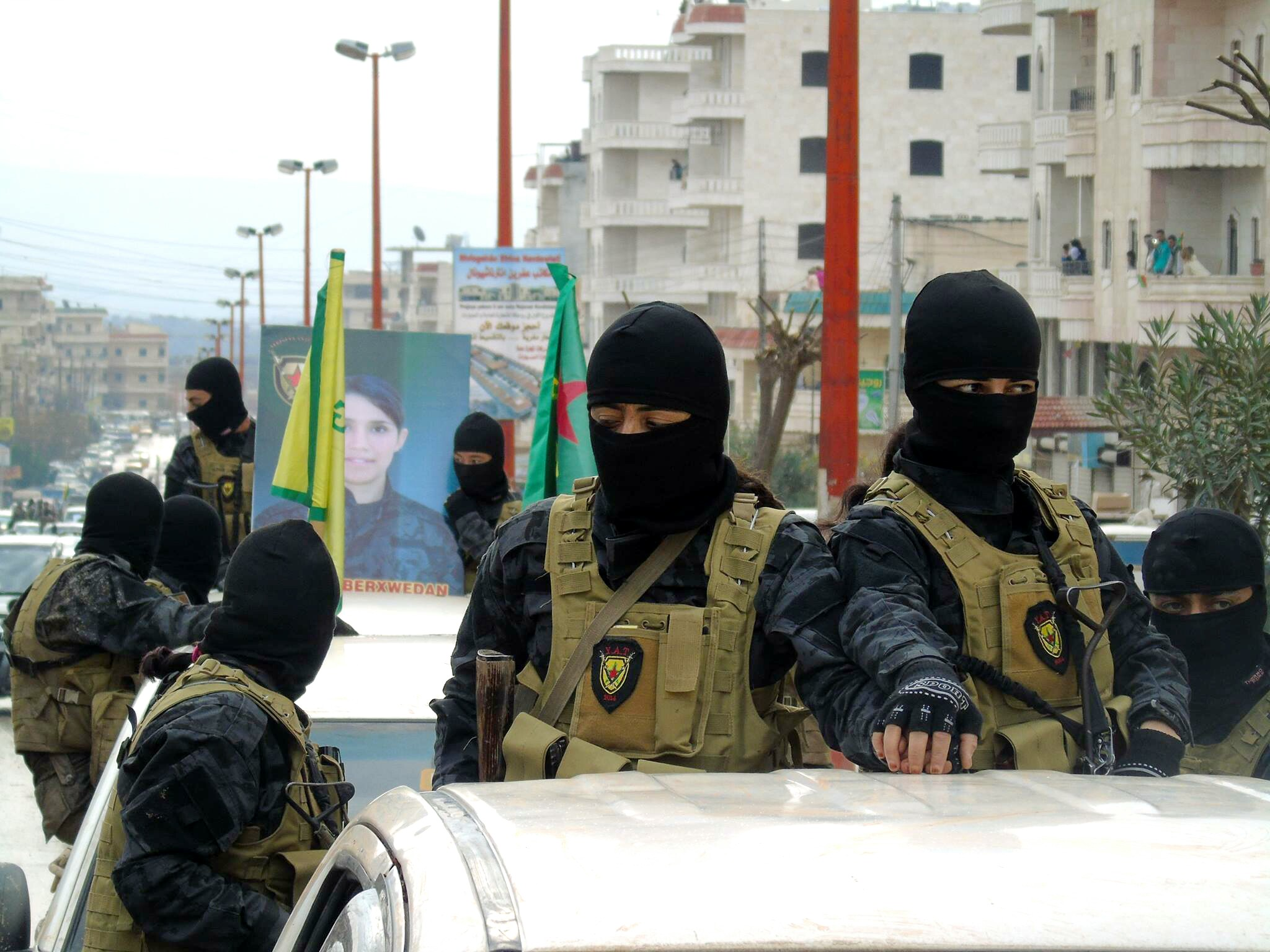
Parada militar de les UAT commemorant la defunció d'una dona soldat.
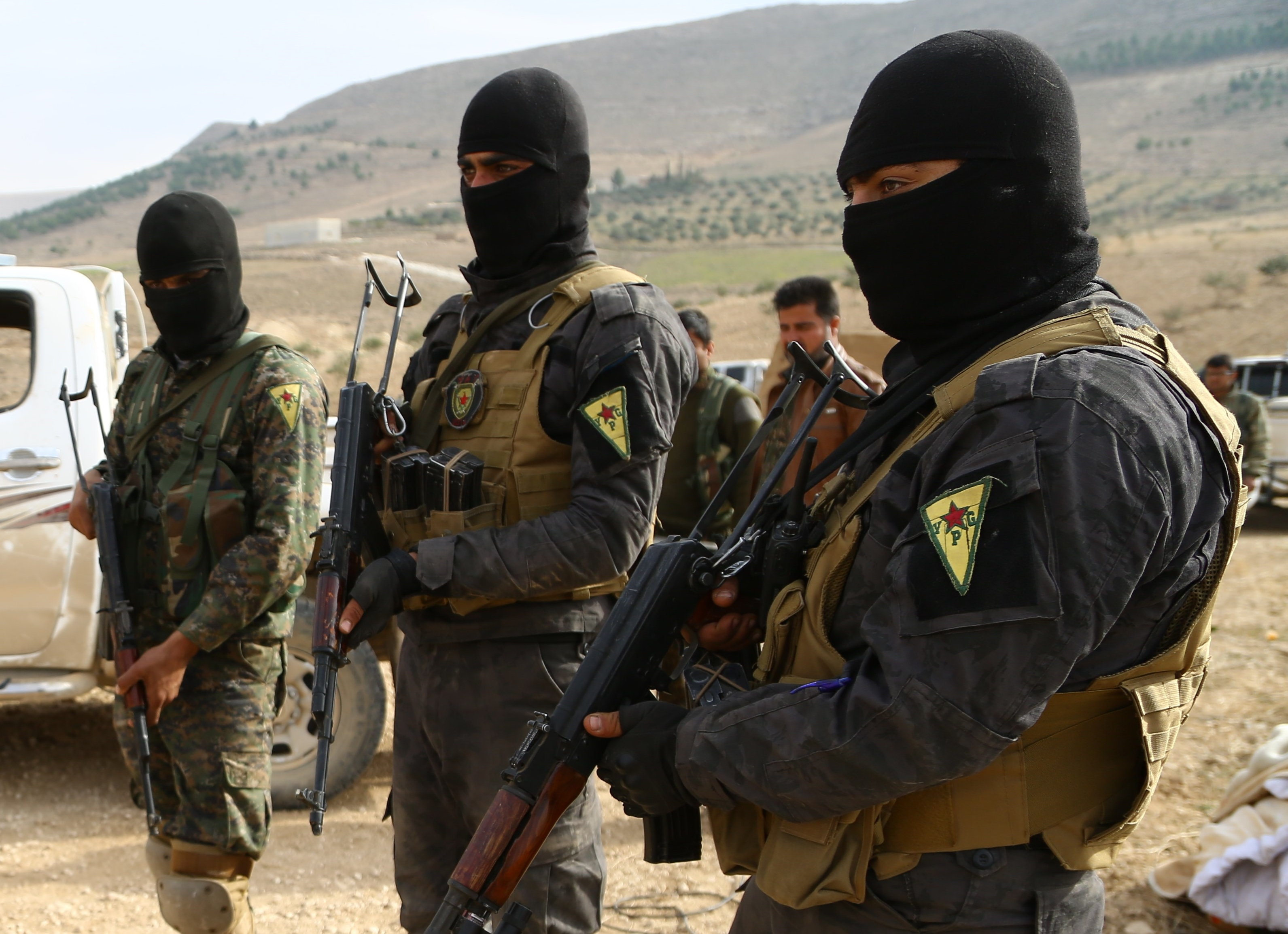
Unitats antiterroristes el 2015.
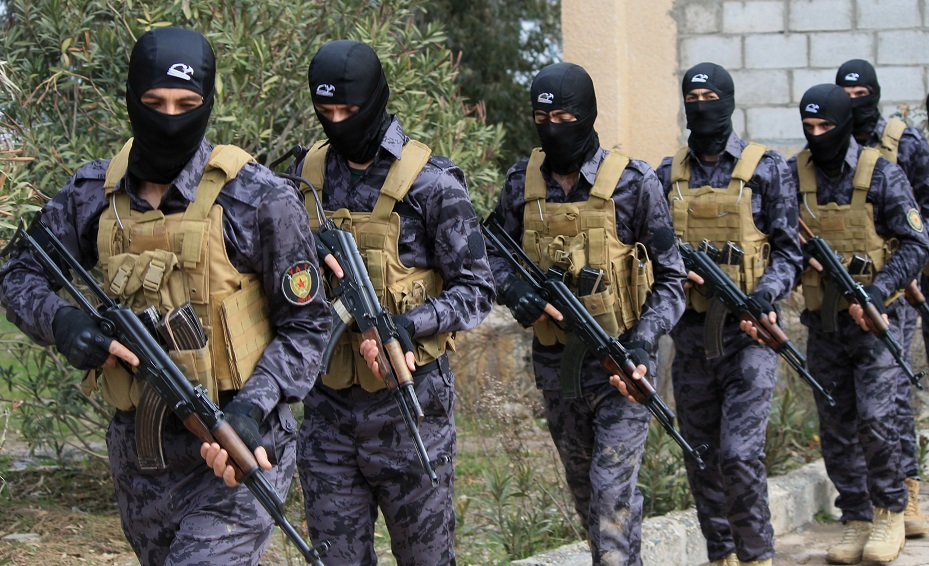
Unitats de les UAT el 2016.
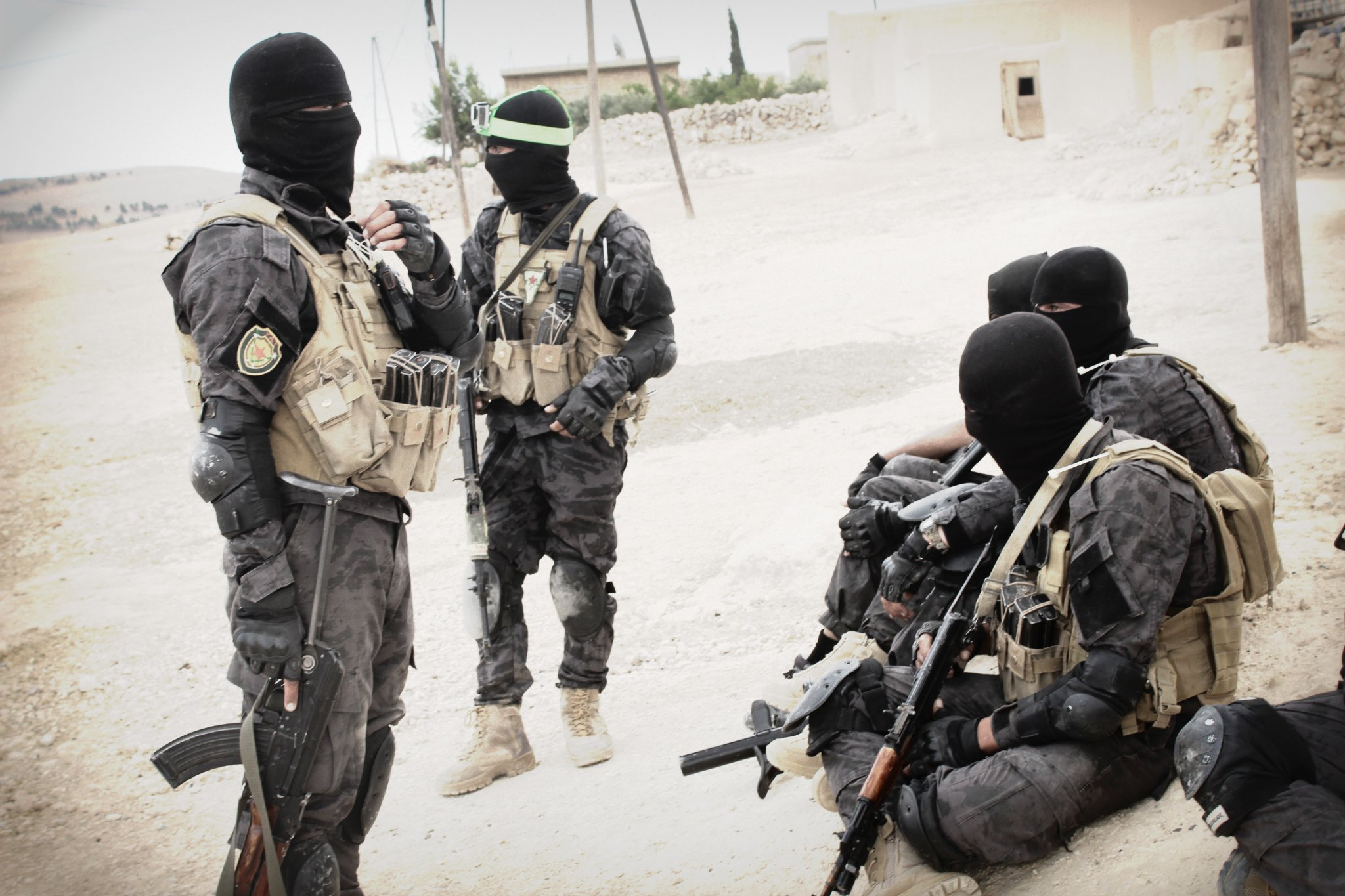
Unitats antiterroristes el 2016.